# 抗力

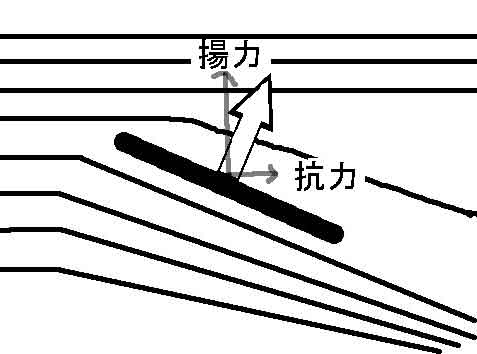
流体の中にある板の揚力と抗力

抗力（こうりょく、英: drag）とは、流体（液体や気体）中を移動する、あるいは流れの中におかれた物体にはたらく力の、流れの速度に平行な方向で同じ向きの成分（分力）である。流れの速度方向に垂直な成分は揚力という。
追い風で水面をかき分けて進んでいる帆船は、空気から進行方向の抗力を、それより弱い逆方向の抗力を水から受けている。また、レーシングカー等ではマイナスの揚力でダウンフォースを発生させている。抗力も揚力もケースバイケースで、その方向が字義通りではない場合がある。

## 数学的表現
抗力は物体の相似比の2乗（あるいは投影面積）に比例する。また、レイノルズ数が小さいときは速度に、大きいときは流体の密度と流速の2乗に比例し、後述する抗力係数 CD を用いて以下のような数式モデルで表されるのが一般的である。このモデルは係数が異なるだけで揚力と同形式である。
{\displaystyle D={1 \over 2}\rho V^{2}SC_{\mathrm {D} }}
ここで
- D は、発生する抗力
- ρ は流体の密度（海面高度の大気中なら、気温15℃で 1.2250 kg/m3）
- V は物体と流体の相対速度
- S は物体の代表面積

### 抗力係数
抗力係数 CD は、抗力を動圧 {\displaystyle {1 \over 2}\rho V^{2}} と代表面積 S で無次元化したもので、流れに対する物体の形状（迎え角）・流体の粘性・流れの速さ（レイノルズ数）、マッハ数によって変化する。
飛行機等の翼（よく）の場合、
- 流れが音速より十分遅いときは、抗力係数は、およそ迎え角の2乗に比例する。
- 迎え角が失速角以上になると、抗力係数は急激に増加する。

いくつかの単純な形状に対する抗力係数を次の表に示す。球体に対する抗力係数については終端速度を参照のこと。
| 物体形状                     | 抗力係数 | レイノルズ数 |
| ---------------------------- | -------- | ------------ |
| 円柱                         | 1.2      | 103 - 105    |
| 角柱                         | 2.0      | > 104        |
| 半円筒（凹）                 | 2.3      | > 104        |
| 半円筒（凸）                 | 1.2      | > 104        |
| 楕円柱（長径：短径 = 2 : 1） | 0.6      | 104 - 105    |
| 半球（凹）                   | 1.33     | > 104        |
| 半球（凸）                   | 0.34     | > 104        |
| 円錐（頂角60°）              | 0.51     | > 104        |
| 円錐（頂角30°）              | 0.34     | > 104        |

## 抗力の成分
抗力（ないし抗力係数）を以下のような成分に分けて考えることがある。誘導抗力については、主翼において翼端のある三次元翼ないしは翼を含む構造物（固定翼機、回転翼機など）、あるいはリフティングボディのように、揚力を発生する物体について考える。

### 物理的要因による分類

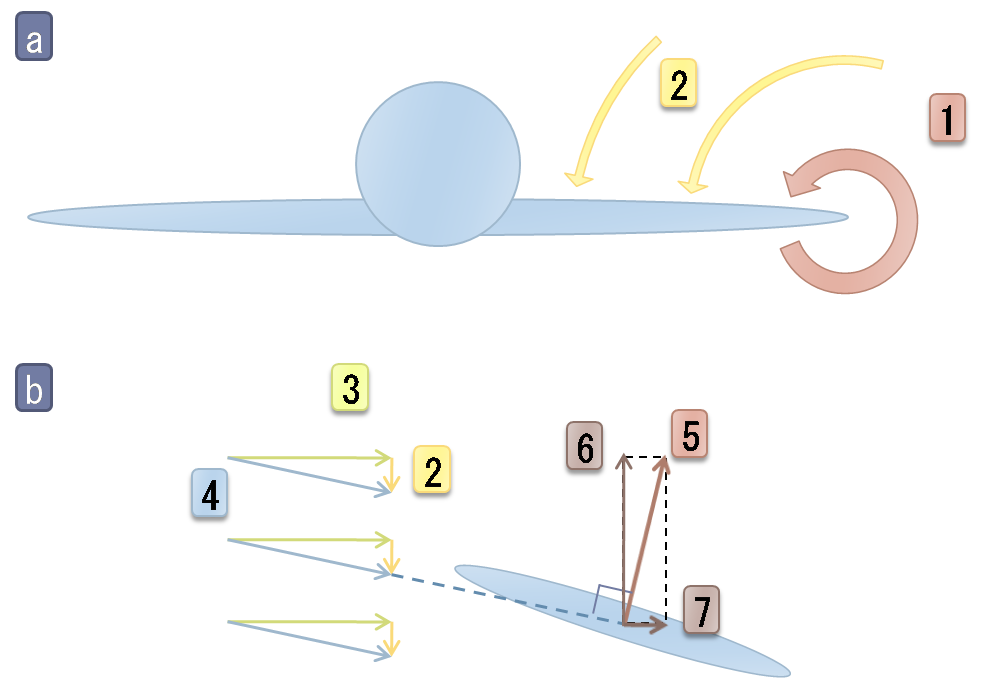
誘導抗力発生の原理： 図は翼周りの流れ場を a は前方、b は左翼側から見ている（非粘性流れを想定）。1. 翼端渦, 2. 吹き下ろし, 3. 気流, 4. 吹き下ろしによる下向きの気流, 5. 下向きの気流により発生した揚力, 6. 気流により発生した揚力（いわゆる揚力）, 7. 誘導抗力

誘導抗力（lift-induced drag、induced drag、drag due to lift）

翼端を持つ三次元翼（つまり、一般の翼）において、揚力の発生に伴って発生する抗力。
無限翼（二次元翼）に気流が翼に当たった場合には、翼を通過した気流は当たる前の同じ方向に流れ、揚力は流れる気流に対して垂直に発生する。ところが翼端を持つ三次元翼は、翼上面はベルヌーイの定理により翼下面よりも圧力が低くなっているため、翼端では下から上へと回り込む渦（翼端渦）が発生している。この渦の持つ下向きの速度(吹き下ろし downwash)によって、気流が翼に当たった場合には、翼を通過した気流は下向きに傾いて流れる。これにより、流れる気流に垂直に対して発生する揚力は下流方向に傾くことになり、その傾いた分が誘導抗力となる。また、翼によって下向きに傾かれた気流により、翼と下向きに傾かれた気流とのなす角度の迎角が発生するため、これを誘導迎角と呼んでいる。.
主翼がより細長く、つまりアスペクト比が大きくなる（二次元翼に近づく）につれて、翼全体に対して翼端が占める割合は小さくなり、吹き下ろしの影響も小さくなる。したがって、誘導抗力を低減することができる。亜音速の飛翔体では、十分に流線形をしている限り圧力抗力は小さく、一方で摩擦抗力の大幅な低減は難しい。そこで、誘導抗力を減らすためにアスペクト比 (AR) を大きく（翼を細長く）する努力が払われることが多い。この極端な例がルータン ボイジャーやヘリオス、あるいはグライダーや人力飛行機といった機体であり、AR = 40 近いものまで存在する。
主翼において誘導抗力は主翼の抗力の1つとなるため、主翼翼端にウィングレットを取り付けて、主翼の翼端で発生する翼端渦を抑えることで誘導抗力を減らし抗力を減少させることができる。
有害抗力（parastic drag, parasite drag）
揚力の有無には無関係に存在する抗力。干渉抗力と形状抗力とに大別される。
干渉抗力 (interference drag)
翼と胴体の結合部分などで部分的に気流が剥離することにより生ずる抗力。フィレットなどにより低減が図られる。
形状抗力（form drag, proflie drag）
物体の形状のみに依存する抗力。原因となる力の方向によって２つに分けられる。
垂直力によるもの
物体後方で圧力が低下することに起因する。とくに流れが剥離した場合に著しく増大する。
この抗力を圧力抗力と呼ぶこともある。
せん断力によるもの
物体表面に沿った力による抗力で、流れとの摩擦による抗力に等しい。境界層の状態に大きく影響され、層流であるほうが乱流であるよりも小さい。
この抗力を摩擦抗力と呼ぶこともある。

造波抗力（wave drag）
衝撃波による抗力。

### 力の向きによる分類
摩擦抗力
物体表面に沿った力に起因する抗力。粘性抵抗とも呼ばれる。せん断力による形状抗力に等しい。半径{\displaystyle a}の球が粘性係数{\displaystyle \eta }の流体中で受ける粘性抵抗はストークスの法則より、以下の式で表せる。
{\displaystyle F=6\pi a\eta V}
圧力抗力
物体表面に垂直な力に起因する抗力。慣性抵抗とも呼ばれる。せん断力による形状抗力以外の抗力はすべて圧力抗力である。半径{\displaystyle a}の球が密度{\displaystyle \rho _{\mathrm {0} }}の流体中で受ける慣性抵抗は以下の式で表せる。
{\displaystyle F={1 \over 4}\pi \rho _{\mathrm {0} }a^{2}V^{2}}

## 画像

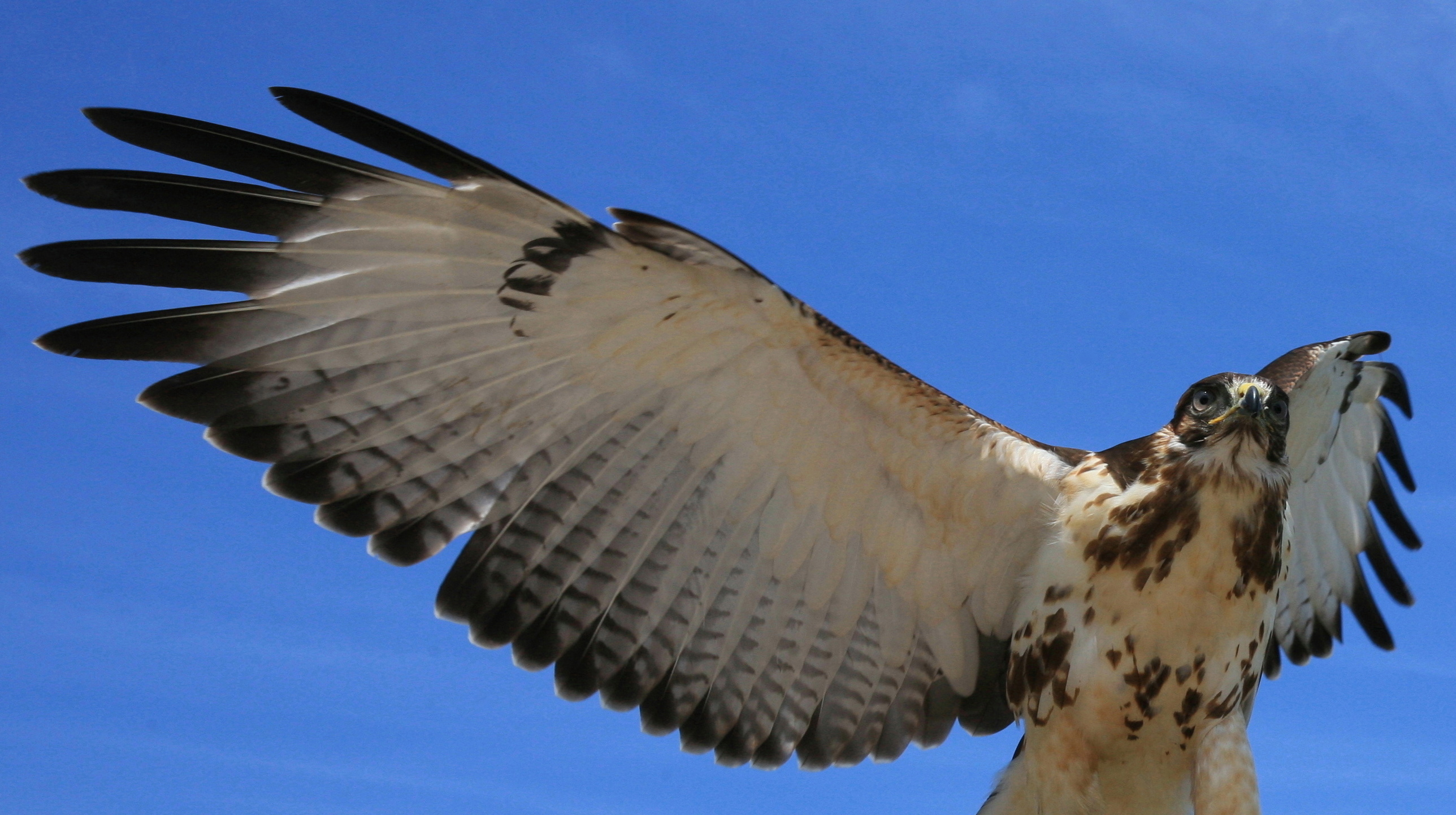
鳥の初列風切には翼端に発生する翼端渦を抑えて誘導抗力を減らすことで翼への抗力を減少させる効果がある
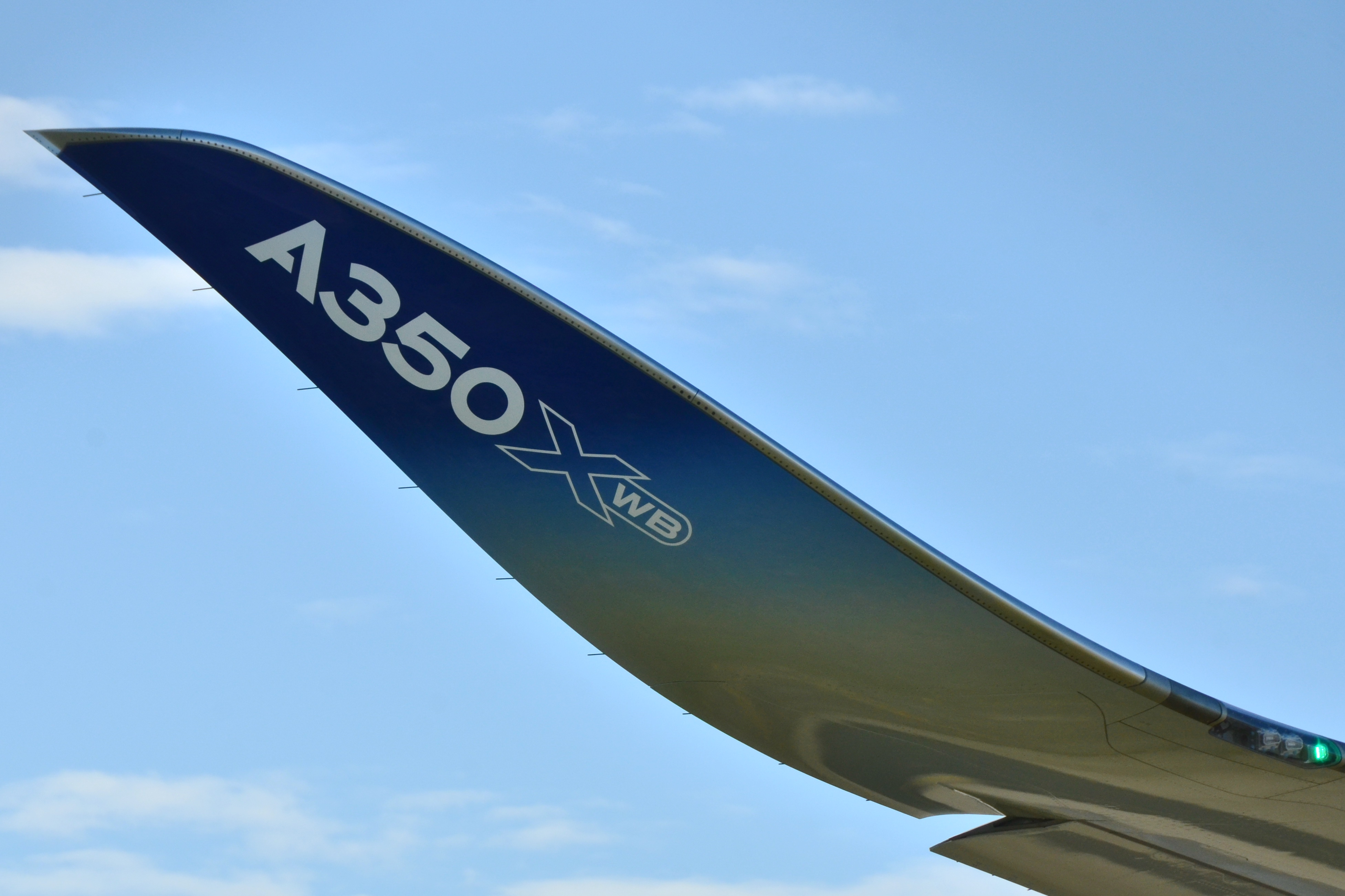
飛行機の主翼翼端に取付けられたウィングレットは主翼翼端に発生する翼端渦を抑えて誘導抗力を減らすことで主翼への抗力を減少させる効果がある（A350）
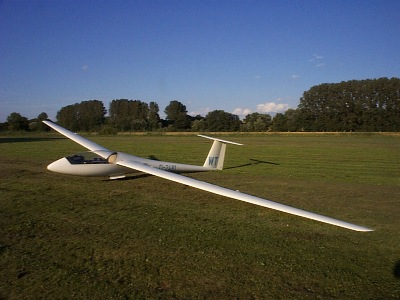
細長い翼をもつグライダー。アスペクト比は20程度
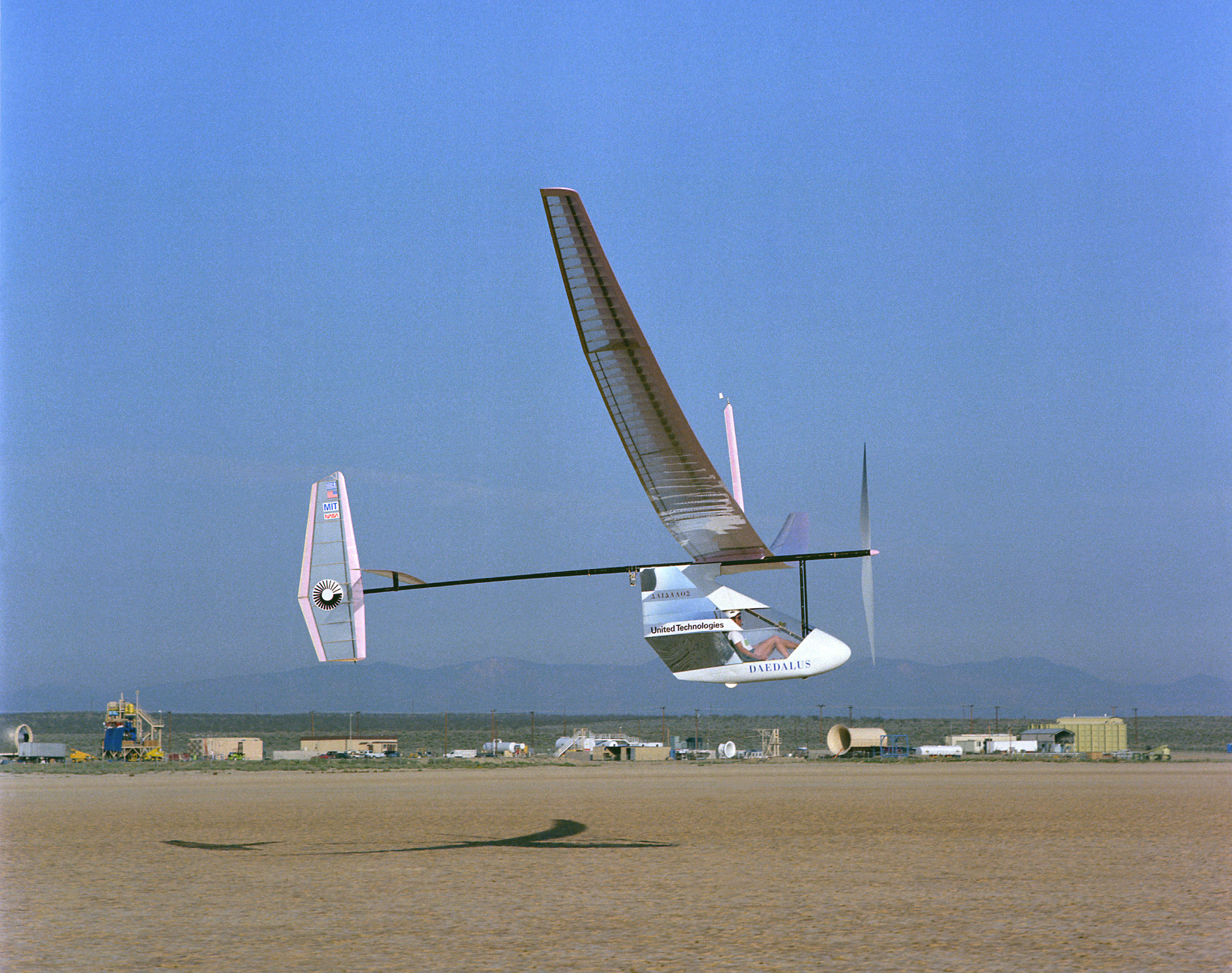
世界記録を持つ人力飛行機、MIT Daedalus（ダイダロス）。アスペクト比は約38